# Park Myung-sik
Đây là một tên người Triều Tiên, họ là Park.
Park Myung-sik (tiếng Hàn Quốc: 박명식; 1951 – tháng 10 năm 1991), biệt danh "Kẻ thu hoạch nội tạng" (tiếng Hàn Quốc: 오르간 수확기), là một sát nhân hàng loạt người Triều Tiên bị kết tội giết mười hai thanh thiếu niên ở Sinpo từ tháng 4 đến tháng 10 năm 1990, Park đã ăn gan của nạn nhân để chữa bệnh xơ gan của mình. Anh ta bị kết án vì những tội ác này và tuyên án tử hình, sau đó bị hành quyết vào năm 1991. Các vụ án mạng do Park Myung-sik thực hiện được ghi nhận là trường hợp giết người tồi tệ nhất tại Triều Tiên.
Hiện nay, Park Myung-sik là kẻ giết người hàng loạt duy nhất mà sự tồn tại đã được chính phủ Triều Tiên chính thức thừa nhận, vốn nổi tiếng về kiểm duyệt liên quan đến tội phạm ở nước này.

## Tiểu sử
Do sự kiểm duyệt gắt gao ở Triều Tiên, có rất ít thông tin cụ thể về lý lịch của Park. Vào thời điểm gây án, Park làm công nhân nhà máy ở Sinpo, các đồng nghiệp nhận xét anh ta có tính cách nhút nhát.
Vài năm trước khi xảy ra vụ án mạng, Park bị bệnh xơ gan, anh được điều trị bởi một bác sĩ nổi tiếng tại một bệnh viện lớn ở Hàm Hưng. Việc điều trị dường như không có tác dụng, trong khi tiếp tục phải chịu đựng những cơn đau, Park tình cờ nghe đồng nghiệp nói rằng một thầy bói có thể giúp anh giải quyết vấn đề của mình. Vì các hoạt động tôn giáo bị cấm trong nước, người đồng nghiệp đồng ý giới thiệu anh ta một cách bí mật. Khi anh gặp thầy bói, Park đã cầu xin một phương án nhằm có thể chữa khỏi bệnh của mình.
Ban đầu ông thầy bói từ chối lời cầu xin của Park, cuối cùng cảm thấy thương hại và nói với Park rằng cách duy nhất để chữa khỏi bệnh là ăn gan người. Sợ hãi trước viễn tượng phải thực hiện việc giết người, anh ta trở về nhà, nhưng khi tình trạng bệnh tình ngày càng trở nên tồi tệ hơn theo thời gian, Park được cho là đã quyết định thà giết người còn hơn là chết trong đau đớn.

## Gây án
Phương thức hoạt động của Park là lùng sục các trang trại ở các ngôi làng nông thôn, tìm kiếm các học sinh từ 14 đến 17 tuổi được cử đến làm việc ở đó. Trong một lần gây án, Park đột nhập vào trong một ký túc xá và dùng dao tấn công một học sinh 15 tuổi. Khi đang vác nạn nhân đang chảy máu ra khỏi tòa nhà, Park sợ hãi bởi tiếng chó sủa và buộc phải bỏ chạy, bỏ lại nạn nhân nằm thoi thóp. Nạn nhân sau đó qua đời vào ngày hôm sau vì bị thương.
Vài ngày sau, một nông dân ở trang trại gần đó phát hiện thi thể bị phân xác của một học sinh khác. Việc chứng kiến cảnh tượng này khiến người nông dân ngất xỉu. Sở cảnh sát thành phố Sinpo được báo cáo về vụ việc, nhưng mặc dù đã điều tra, họ không thể xác định hoặc bắt được thủ phạm; thay vào đó, một số ý kiến cho rằng vụ việc này có thể là do hồn ma gây ra. Vài ngày sau vụ việc này, thi thể của một phụ nữ khoảng 20 tuổi được tìm thấy ở trung tâm thành phố Sinpo, mang thương tích giống như nạn nhân trước đó.
Do cảnh sát không đủ năng lực và thiếu công nghệ điều tra cần thiết, hung thủ tiếp tục giết người ở Sinpo và các khu vực lân cận, thêm 9 nạn nhân bị sát hại. Các vụ giết người đã khiến cư dân hoảng sợ, họ không dám ra ngoài vào ban đêm.

## Xét xử
Một ngày tháng 10 năm 1990, Park có ý định bắt cóc nạn nhân thứ 13, một sinh viên đang đi làm ở nông trại. Vì ý định bắt cóc không thành công, anh bỏ trốn. Trên đường đi, Park bị những người dân cảnh giác chú ý và ngay lập tức bắt anh ta đưa đến đồn cảnh sát. Sau những lời thú tội của mình, người thầy bói bị bắt và cáo buộc chưa rõ tội danh.
Phiên tòa xét xử Park được tổ chức vào giữa tháng 10 năm 1991 trước Tòa án Nhân dân ở Sinpo. Anh ta nhận tội và bị kết án tử hình. Cũng trong tháng đó, Park bị xử bắn. Vì đưa ra lời xúi giục khiến Park nảy sinh hành vi giết người, ông thầy bói đã bị kết án 15 năm lưu đầy, ông ta thụ án đầy đủ và được trả tự do vào năm 2006. Theo bộ luật hình sự của Triều Tiên, ông ta sau đó bị trục xuất đến một tỉnh khác.

## Hậu quả
Do mức độ nghiêm trọng của tội ác, vụ giết người của Park Myung-sik là một trong số ít các trường hợp được xác nhận của chính phủ Triều Tiên thừa nhận một vụ án hình sự trên các phương tiện truyền thông do nhà nước kiểm soát, sau đó lan rộng đến các phương tiện truyền thông Hàn Quốc. Kể từ đó, nó được sử dụng để tuyên truyền chống lại chế độ Triều Tiên và hệ tư tưởng Chủ thể, chủ yếu chỉ trích việc kiểm duyệt và phủ nhận các điều kiện khắc khe ở nước này.